# Månedsbladet Press
Månedsbladet PRESS var et månedligt magasin med kritisk journalistik, der første gang udkom den 2. september 1985 og udkom for sidste gang 1. december 2000 med nr. 156 og lukkede endeligt i januar 2001.
Bladet var berømt for dets dybdeborende journalistik og billedreportager og modtog i 1987 Cavlingprisen "for en radikal fornyelse af dansk magasinpresse. Den journalistiske standhaftighed, udholdenhed og grundighed, som bladet står for, savner sidestykke i dansk presse". På PRESS lavede man oftest provokerende forsider, hvor af mange blev taget af fotografen Per Morten Abrahamsen. Bladet havde tidligere overlevet to alvorlige økonomiske kriser, men i 2001 måtte bladet opgive.